# Theodor Heyse
Theodor Friedrich Heyse (* 8. Oktober 1803 in Oldenburg; † 10. Februar 1884 in Florenz) war ein deutscher Altphilologe.

## Leben
Heyse wuchs in Oldenburg und Nordhausen auf, wo sein Vater Johann Christian August Heyse Lehrtätigkeiten ausübte. Ab 1822 studierte er (wie sein älterer Bruder Karl Wilhelm Ludwig) an der Berliner Friedrich-Wilhelms-Universität. Im Jahr 1827 wurde er Lehrer an der von Christian Lippe geleiteten Erziehungsanstalt auf Schloss Lenzburg im Kanton Aargau.
1832 ging er dann nach Rom, wo er in handschriftlichen Quellen forschte und als Privatlehrer arbeitete. 1861 kam er nach München, kehrte aber bereits 1865 nach Italien zurück, wo er bis zu seinem Tod lebte.
Theodor Heyse arbeitete 1827 in die große Grammatik seines Vaters die neueren Entwicklungen der syntaktischen Forschung ein; nach dem Tod seines Bruders Karl besorgte er von 1858 bis 1866 die Neuauflagen der Schul-Grammatik und des Leitfadens des Vaters.

## Werke (Auswahl)
- Beschreibung der griechischen Codices des Demosthenes zu Rom. Frankfurt a. M. 1838

Editionen und Übersetzungen
- Polybios: Polybii historiarum excerpta gnomica (Berlin 1846)
- Catull: Catull’s Buch der Lieder (Berlin 1855, mit Übersetzung) Ausgabe von 1889
- die Vulgata des Alten Testaments nach dem Codex Amiatinus (Leipzig 1873), mit Konstantin von Tischendorf
- postum erschien: Die Orestie des Äschylus (Halle 1884), hrsg. von Hartwig

## Nachweise
1. ↑  Vgl. Theoretisch-praktische deutsche Grammatik […]. 1827, S. X‒XII.

| Personendaten    | Personendaten            |
| ---------------- | ------------------------ |
| NAME             | Heyse, Theodor           |
| ALTERNATIVNAMEN  | Heyse, Theodor Friedrich |
| KURZBESCHREIBUNG | deutscher Altphilologe   |
| GEBURTSDATUM     | 8. Oktober 1803          |
| GEBURTSORT       | Oldenburg                |
| STERBEDATUM      | 10. Februar 1884         |
| STERBEORT        | Florenz                  |